# ラリーアート
ラリーアート（英: RALLIART）は、三菱自動車工業のスポーツブランドである。以前は子会社として、三菱自動車のワークス・チームを担い、モータースポーツへの参画などを行っていた。

## 概要
設立以来、モータースポーツ（世界ラリー選手権、ダカール・ラリー等）へワークスチームとしての参加と、それらのイベントに参加するプライベーターへの支援活動、コンペティション用及びスポーツパーツの開発・販売などを行っていた。
2004年、ワークスチームの運営はMMSP GmbH（初代社長：スヴェン・クワント、2代目社長：鳥居勲）が行うこととなった。
しかし、経済状況の変化から経営環境が悪化。2010年3月31日をもって業務の大幅な縮小が図られ、主要業務の大半が終了することとなった。
2018年11月30日、ラリーアートのウェブサイトは閉鎖され、その後ラリーアートパーツの販売は株式会社テストアンドサービス（創業者：益子治、代表取締役：益子タヱ子）が行った。
かつては日本以外に欧州などにも拠点を持っていたため、一部の拠点は業務縮小に伴い、三菱から独立する形でモータースポーツ活動を継続している（後述）。
2021年5月11日、ブランドの復活および純正アクセサリーとしての幅広いモデルへの展開が発表された。
2022年3月、同年のアジアクロスカントリーラリーに三菱・トライトンで出場を予定している、タイの「タント・スポーツ」が「チーム三菱ラリーアート」を名乗ることが発表された。また同チームの総監督に増岡浩が就任する。

## ロゴ
ロゴは「RALLI」と「ART」の間に赤とオレンジの5本ずつの縦線をはさむもの。このデザインは「ADVAN」（横浜ゴムのタイヤブランド）を手がけたデザイナーによるものである。

## 沿革
- 1983年 - ラリーアート・ヨーロッパ設立。創設者はアンドリュー・コーワン。
- 1984年4月 - 株式会社ラリーアート設立。
- 2002年11月 - MMSPの設立に伴い、ヨーロッパ各国のラリーアートが統合される。
- 2010年3月10日 - 業務縮小に伴い、一部業務の廃止を発表[2]。
- 2018年11月30日 - 日本語公式ウェブサイトが閉鎖される[3]。
- 2019年3月31日までにグローバルオフィシャルサイトも閉鎖。
- 2021年5月11日 - ブランドの復活を発表。

## RALLIARTアクセサリー設定車

### 現在の設定車種
- トライトン[6]
- パジェロスポーツ[6]
- エクリプスクロス[7]
- アウトランダー[7]
- デリカ D:5[7]
- RVR[7]
- ミラージュ[8]

## RALLIARTグレード設定車

### 過去の設定車種
- ギャラン(9代目)
- ギャランフォルティス
- ギャランフォルティススポーツバック
- ランサー(6-7代目)
- ランサーセディアワゴン
- ランサーワゴン
- マグナ(3代目)
- コルトプラス
- コルト
- コルトRALLIART Version-R

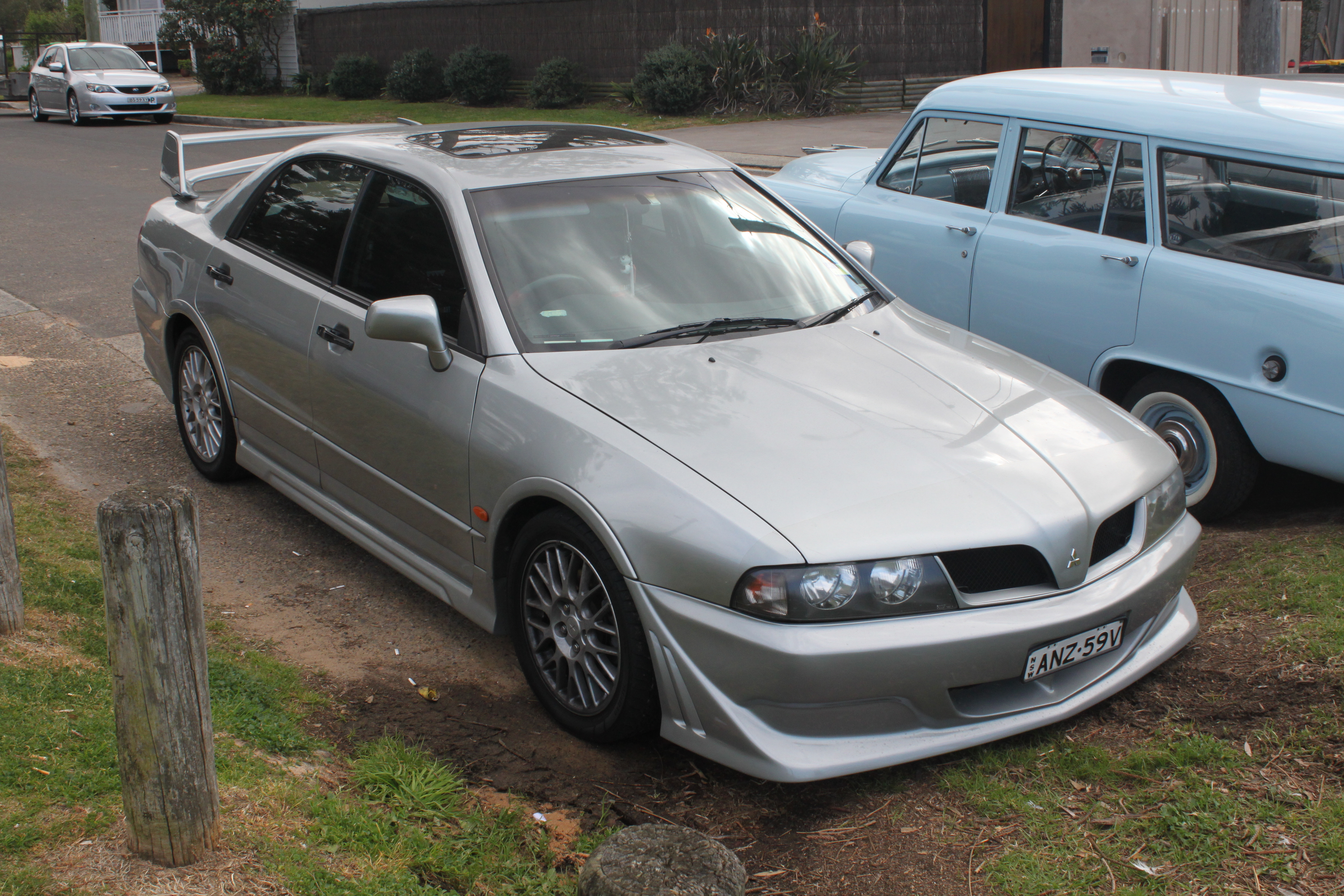
マグナ ラリーアート
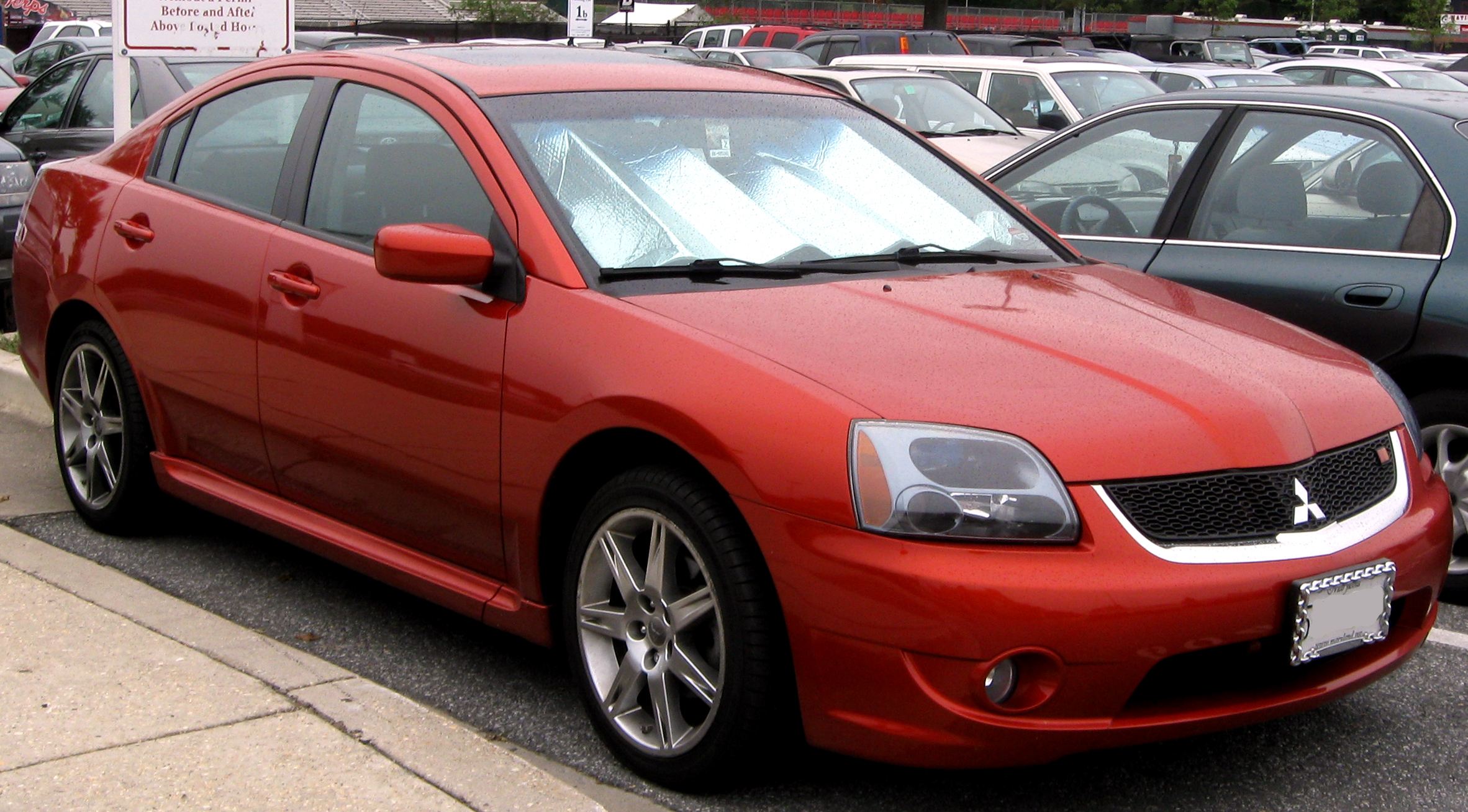
ギャラン ラリーアート
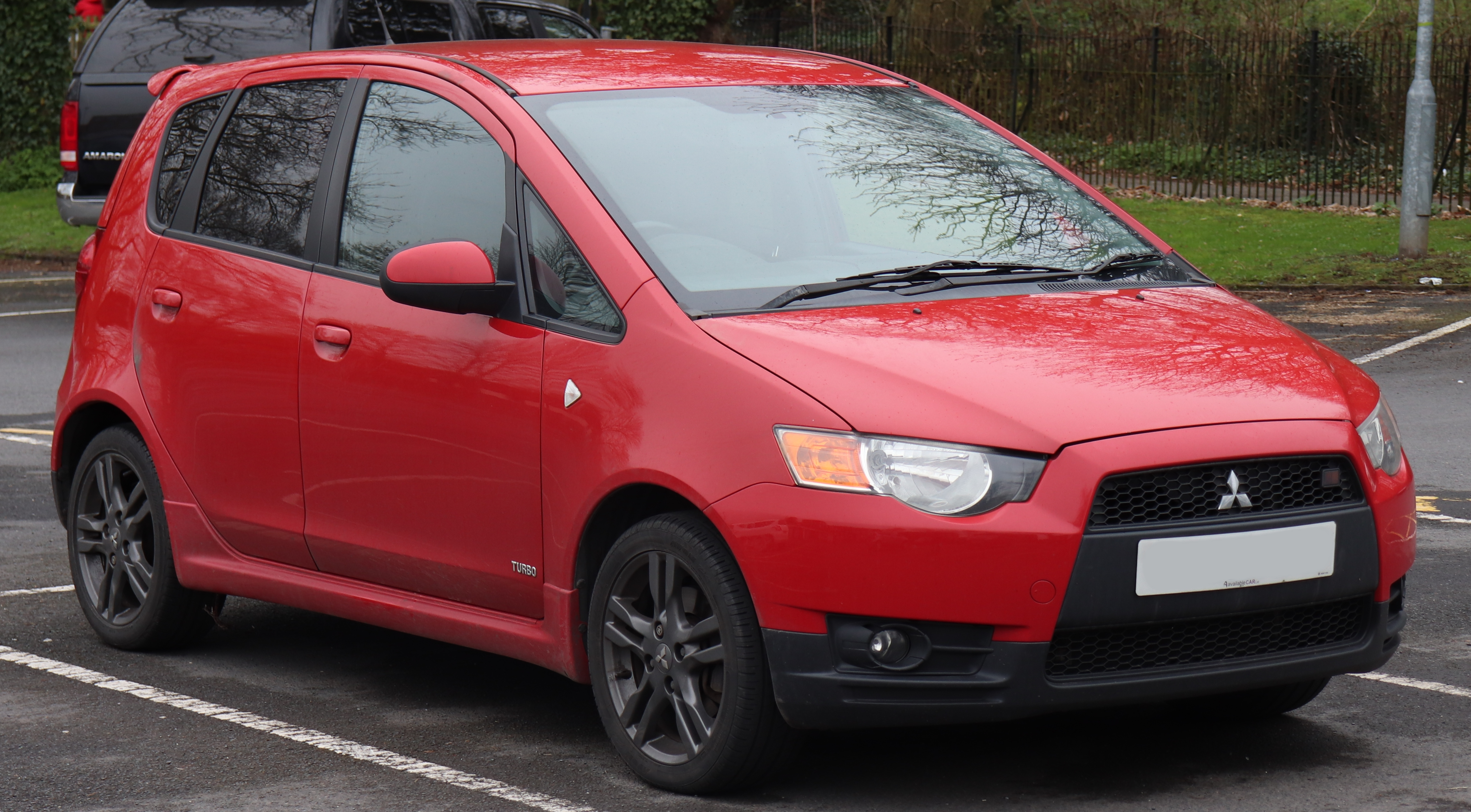
コルト ラリーアート(欧州仕様)

## かつての拠点
スウェーデン
旧ラリーアート・スウェーデンを母体とするMpart ABが2022年現在も活動を継続している。2017年には三菱・ミラージュ（欧州ではスペーススター）をR5規定相当に改造した「ミラージュR5」を独自に開発し、アジアパシフィックラリー選手権（APRC）に参戦を開始（ただしメーカーの協力を得られていないため、正式なホモロゲーションは受けていない）。チームでは将来的にエボリューションモデルの開発も計画している。